# Förpackningsmaterial
Förpackningsmaterial är alla de produkter som används för att skydda, omsluta och förvara andra produkter.

## Återvinning
Vid återvinningsstationerna runt om i Sverige är det enbart förpackningsmaterial som skall inlämnas för återvinning, eftersom dess skötsel finansieras av förpackningsindustrin. Burkar och emballage i hårdplast kan lämnas, men hårdplaster i leksaker och möbler skall lämnas till kommunernas återvinningscentraler. 